# 旭川市立北星中学校
旭川市立北星中学校（あさひかわしりつほくせいちゅうがっこう）は、北海道旭川市にある公立中学校。

## 概要

### 校訓
質実剛健（1947年5月制定）

### 教育目標
- 望みは広く 日日にたのし
- 真理を愛し つねにつとむ
- ともに鍛えんからだ 磨け精神

（2000年4月改訂）
これは校歌の歌詞の一部であり、2000年当時の校長が校歌からとって教育目標とした。また、目指す学校像として「文化北星、体力北星、学力北星～品格ある校風～」という合言葉があり、文化祭を2日日程で実施し、校舎1階入口に美術展示の「北星ギャラリー」を設けて「品格ある校風」を演出しているとされる。

### 校名の由来
天空の中心である北極星を象徴し、旭川教育発展の中軸として子弟教育の基盤となることを願い命名された。

### 制服
- 男子: 詰襟の制服を着用。
- 女子: 冬服はセーラー服、夏服は襟付きの服を着た上でジャンパースカートを着用。

まるや洋品店にて取り扱い（日本毛織製）。

## 沿革
- 1947年（昭和22年）5月 - 旭川市立第二中学校として旧師団通信隊兵舎に開校。
- 1948年（昭和23年）4月 - 旭川市立北星中学校に改称。
- 1956年（昭和31年）4月 - 旭川市立六合中学校開校により一部生徒移籍。
- 1960年（昭和35年）11月 - 旭川市立北門中学校開校により一部生徒移籍。
- 1979年（昭和54年）3月 - 旭川市立春光台中学校開校により一部生徒移籍。
- 1997年（平成9年）- 開校50周年記念式典。
- 2021年（令和3年）- 同校で起きた旭川女子中学生いじめ凍死事件が全国報道。ABCニュース等、海外でも報道[2]される。

## 部活動
- 男子バスケットボール部
- 女子バスケットボール部
- 女子ソフトテニス部
- 女子バレー部
- サッカー部
- 卓球部
- 吹奏楽部
- 美術部
- パソコン部

（2005年度までは書道部が、2020年度までは野球部、2021年度までは合唱部が存在。）

## 事件
同校の女子生徒が、数人の中学生男女らに性的ないじめを受けて、自殺した事件。兆候を把握した旭川市教育委員会の要請にもかかわらず、同校は全く対応しなかったことや、多数の生徒による、無自覚かつ凄惨極まるいじめにより、自殺につながったといわれている。同市首長は、本件について対応を宣言している。